# Новосёлов, Вячеслав Сергеевич
Вячеслав Сергеевич Новосёлов (род. 4 июля 1990 года) — российский прыгун в воду.

## Карьера
Мастер спорта международного класса по прыжкам в воду. Тренируется в Екатеринбурге.
На Чемпионате России 2012 года в городе Санкт-Петербурге завоевал бронзовую медаль в синхронных прыжках трамплин 3 метра,а также занял 4 место с трамплина 1 метр.
На Чемпионате России 2014 года в городе Казань завоевал бронзовую медаль в синхронных прыжках с трамплина 3 метра, а также 4 место с трамплина 1 метр и 3 метра в индивидуальных прыжках.
На Чемпионате России 2015 года, в городе Казань в паре с братом Евгением завоевал серебро в синхроне с 3-метрового трамплина, а в индивидуальной программе на том же трамплине стал третьим.с трамплина 1 метр показал 4 результат.
На Кубке России 2013 года, в городе Пенза, завоевал золотую медаль в синхронных прыжках, в паре с братом Евгением с трамплина 3 метра. 
На Кубке России 2014 года, в городе Пенза, завоевал серебряную медаль с трамплина 3 метра. 
На Универсиаде 2015 года в Кванджу стал победителем в синхронном прыжке с 3-метрового трамплина, причём партнёром Вячеслава был брат Евгений.
Стал Чемпионом России 2016 года, вместе с братом Евгением, в синхронных прыжках трамплин 3 метра. В индивидуальных прыжках с трамплина 3 метра показал 4 результат.
На международной серии Гран При, Италия, 2014 года завоевал вместе с братом Евгением золотую медаль, в синхронных прыжках с трамплина 3 метра. Это же достижение повторил в 2017 году, вместе с братом завоевал золото в синхронных прыжках. В индивидуальных прыжках с трамплина 3 метра завоевал серебряную медаль.
В 2017 году на международной серии Гран При, (Сингапур) завоевал серебряную медаль в синхронных прыжках с братом Евгением, в индивидуальных прыжках показал 4 результат.
В 2018 году на Кубке России в г. Челябинск в Синхронных прыжках с Евгением Новоселовым завоевал бронзовую медаль, в индивидуальных прыжках с трамплина 3 метра показал 5 результат.
В 2018 году на Чемпионате России в г. Пензе в синхронных прыжках с Евгением Новоселовым завоевал бронзовую медаль, в индивидуальных прыжках с трамплина 3 метра, также завоевал бронзовую медаль, на одном метровом трамплине показал 4 результат. На Гран При Италия 2018 года в синхронных прыжках с Евгением Новоселовым показал 4 результат трамплин 3 метра.
Чемпионат России по прыжкам в воду 2019 в г. Казань, завоевал серебряную медаль в синхронных прыжках с Евгением Новоселовым с трамплина 3 метра. В индивидуальных прыжках с трамплина 3 метра показал 4 результат.
Окончил Училище Олимпийского Резерва №1
Окончил Университет Физической Культуры Спорта и Туризма.